# Justasas
Justasas (auch Justus, Justa oder Ustas; † 484?) war ein Anführer von samaritanischen Aufständischen gegen den oströmischen Kaiser Zenon, wohl im Jahr 484.
Mit der Rebellion setzten sich die Samaritaner gegen die streng christlich-orthodoxe Religionspolitik der Zentralregierung in Konstantinopel zur Wehr. Justasas, der in manchen spätantiken Quellen als Anführer einer Räuberbande bezeichnet wird, wurde angeblich – wie später Julian ben Sabar – von den Rebellen zum König erhoben. Seine Truppen sollen Neapolis und Caesarea Maritima erobert und die dortigen Christen ermordet, ihren Bischof Terebinthus an den Händen verstümmelt haben. Der Aufstand wurde vom dux Palaestinae Asklepiades niedergeworfen, Justasas gefangen genommen und als Usurpator hingerichtet. Sein mit einem Diadem geschmückter Kopf soll Kaiser Zenon geschickt worden sein. Dieser ließ auf dem Garizim, dem heiligen Berg der Samaritaner, eine oktogonale Marienkapelle errichten.
In den Jahren 529 und 556 kam es zu erneuten Aufständen der Samaritaner.